# Instorting van het Rana Plaza
Op 24 april 2013 stortte in Savar, een subdistrict (upazila) van Bangladesh, een acht verdiepingen tellend gebouw genaamd Rana Plaza in. Bij de instorting kwamen 1.134 mensen om het leven en raakten ongeveer 2.500 mensen gewond. De speurtocht naar overlevenden tussen het puin ging tot drie weken na de ramp door en werd op 13 mei officieel stopgezet. Het dodental was toen opgelopen tot  1.127.
De instorting geldt als de dodelijkste ramp ooit in een textielfabriek en als de dodelijkste bouwkundige ramp in de moderne geschiedenis.

## Gebouw
Rana Plaza bevatte vooral textielfabrieken, waar ongeveer 5.000 mensen werkten. De fabrieken produceerden onder meer voor Benetton, Bonmarché, Cato Fashions, the Children's Place, el Corte Ingles, Joe Fresh, Mango, Matalan, Primark en Walmart. Verder waren er banken, appartementen en enkele winkels gevestigd. 
Rana Plaza was eigendom van Sohel Rana, leider van de lokale Jubo Liga, de jeugdbeweging van de regerende partij Awami Liga. Volgens Ali Ahmed Khan, het hoofd van de Bengaalse brandweer en nooddiensten, waren de bovenste drie etages van het Rana Plaza zonder toestemming gebouwd. Volgens architect Massood Reza was het gebouw ontworpen met winkels en kantoren in gedachten, niet fabrieken. Ook andere architecten bevestigden na de ramp dat het gebouw niet gemaakt was om een fabriek te huisvesten en dus niet bestand was tegen de trillingen van zware machines.
Een dag voor de ramp werden reeds scheuren waargenomen in het gebouw, waarna de bank en de winkels op de lagere verdiepingen hun deuren sloten. De uitbaters van de textielfabrieken negeerden de waarschuwingen echter en riepen hun personeel op toch te komen werken. Leidinggevenden bij Ether Tex dreigden zelfs loon in te houden van werknemers die niet zouden komen werken.

## De ramp

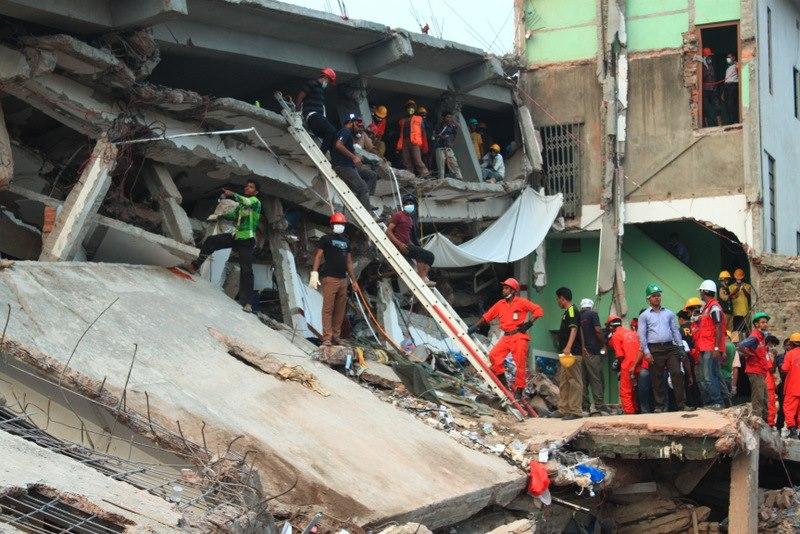
Zijaanzicht van het ingestorte gebouw

In de ochtend van 24 april viel de stroom uit en de dieselgeneratoren op de bovenste verdieping werden gestart. Om 9 uur in de ochtend stortte het Rana Plaza in. Alleen de onderste etage bleef gespaard. Een ooggetuige omschreef de ramp “alsof er een aardbeving had plaatsgevonden”.
Binnen enkele uren na de ramp bood de Verenigde Naties aan om reddingsteams naar Savar te sturen met onder andere speurhonden, microcamera’s en andere apparatuur. Dit aanbod werd door de lokale autoriteiten echter afgeslagen.
Volgens de website van een van de producenten waren de meeste arbeiders in het Rana Plaza vrouwen en zouden er ook kinderen aanwezig zijn in de in het gebouw gevestigde kinderopvang. Het leger, de brandweer en politie hielpen met de redding van overlevenden. Op 25 april 2013 werd een dag van nationale rouw afgekondigd. 
Op 8 mei zei een woordvoerder van het leger dat het zoeken naar lichamen en overlevenden nog een week door zou gaan. Op 10 mei, 17 dagen na de instorting, werd nog een vrouw genaamd Reshma levend onder het puin vandaan gehaald.

## Oorzaken
De directe oorzaken van de ramp waren: 
- Het complex was gebouwd op een drooggelegd moeras, waardoor het inherent zwak stond
- Het transformeren van het gebouw van commercieel naar industrieel gebruik
- Het bijbouwen van drie extra verdiepingen op het oorspronkelijke pand
- Het gebruik van ondermaats bouwmateriaal (waardoor de structuur niet sterk genoeg was, nog versterkt door de trillingen van de generatoren)

Al deze oorzaken wezen op dubieuze zakenpraktijken van Sohel Rana en corruptie of onachtzaamheid in het dagelijks bestuur van Savar.
Een goed voorbeeld van de dubieuze bestuurspraktijken is de evacuatie van het gebouw, nadat er scheuren waren geconstateerd. De industriële politie had evacuatie bevolen totdat er een inspectie had plaatsgevonden. Daarnaast had ingenieur Abdur Razak Khan het gebouw onveilig verklaard en de autoriteiten om een grondiger inspectie gevraagd. Deze werd echter kort na de ramp gearresteerd omdat hij adviseur zou zijn geweest in het illegaal toevoegen van drie extra etages. Ook zijn er berichten dat Kabir Hossain Sardar, ambtenaar van Upazila Nirbahi, die de locatie had bezocht, na een gesprek met Sohel Rana het gebouw veilig had verklaard. Sohel Rana bracht in de pers naar buiten dat het gebouw veilig was en de werknemers de volgende dag weer aan het werk moesten.

## Nasleep

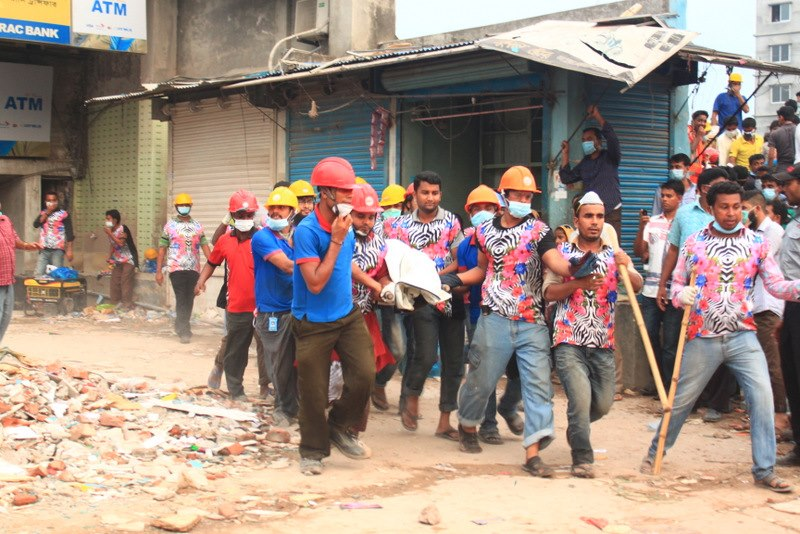
Reddingswerkers dragen een overlevende uit de puinhopen.

De dag na de instorting van het Rana Plaza werd door de autoriteiten van Dhaka een rechtszaak aangespannen tegen de eigenaren van het gebouw en de vijf textielfabrieken die erin gevestigd waren. Diezelfde dag werden reeds tientallen overlevenden gevonden tussen het puin.
Hoewel premier Sheikh Hasina aanvankelijk ontkende dat het Rana eigendom zou zijn van de Jubo, liet ze na hevige kritiek op haar toespraak toch een arrestatiebevel uitvaardigen tegen Sohel Rana en vier anderen. Sohel Rana dook nadien onder, maar werd vier dagen later alsnog aangehouden in Benapole.
Voor veel arbeiders uit de textielindustrie was de instorting de laatste druppel, daar de ramp het meest recente ongeluk was in een reeks ongelukken en incidenten in de textielfabrieken van Bangladesh. Twee dagen na de ramp gingen arbeiders massaal de straat op om te protesteren tegen de onveilige werkomstandigheden in de fabrieken. Onder andere voertuigen, commerciële gebouwen en textielfabrieken waren doelwit van de protesterende menigte. Op 1 mei, de Dag van de Arbeid, trok een protestmars van arbeiders door het centrum van Dhaka. De demonstranten eisten onder andere veiligere werkomstandigheden, en de doodstraf voor de eigenaren van Rana Plaza. Een week later blokkeerden honderden overlevenden van de ramp een van de grootste toegangswegen om hun eisen kracht bij te zetten. Het dodental van de ramp was toen reeds opgelopen tot 700.
Ook internationaal kwam er naar aanleiding van de ramp veel kritiek op de arbeidsomstandigheden in de Bengaalse fabrieken. Zo uitten diverse westerse politici kritiek op de Bengaalse overheid voor het niet goed genoeg aanpakken van onveilige werkomstandigheden. Ook paus Franciscus sprak zijn ongenoegen uit over de werkomstandigheden van een gemiddelde textielarbeider in Bangladesh. IndustriALL Global Union, een wereldwijde vakbeweging die opkomt voor de rechten van arbeiders in de kledingindustrie, startte een online campagne om de eisen van Bengaalse vakbonden te steunen. Op 1 mei 2013 werd het zogeheten Bangladesh-akkoord gesloten. Daarin staan afspraken over onafhankelijke controle op de veiligheid van de vele textielfabrieken in het land, en over openbare verslaglegging daarvan. Honderden kleine en grote kledingbedrijven tekenden het akkoord. De uitvoering van de afspraken van het Bangladesh-akkoord loopt achter bij de verwachtingen; nog slechts een klein deel van de kledingfabrieken heeft verbeteringsplannen uitgewerkt. Organisaties zoals Fair Production zijn opgericht om het verbeterproces te versnellen. Eind 2018 is er wel enige progressie geboekt, en is het akkoord door door 192 ondernemingen verlengd.
Per half oktober 2013, een half jaar na de ramp, had van de overlevenden en nabestaanden slechts zes procent enige compensatie ontvangen, zo stelde de hulporganisatie Action Aid, die met twee derde van hen had gesproken.
In juni 2015 werden 41 mensen die op enigerlei wijze betrokken waren bij de omstandigheden in het complex, tegelijkertijd aangeklaagd voor moord. Het ging om ambtenaren, eigenaren van de kledingfabriekjes en de eigenaren van het gebouw. De aanklacht spreekt van massamoord en de verdachten hangt de doodstraf boven het hoofd.